# اچ‌ام‌اس کرویزر (۱۸۵۲)
اچ‌ام‌اس کرویزر (۱۸۵۲) (به انگلیسی: HMS Cruizer (1852)) یک کشتی بود که طول آن ۱۶۰ فوت (۴۹ متر) بود. این کشتی در سال ۱۸۵۲ ساخته شد.